# Die Geistervilla (2003)
Die Geistervilla (Originaltitel: The Haunted Mansion; Alternativtitel: Disney’s The Haunted Mansion) ist eine US-amerikanische Horrorkomödie aus dem Jahr 2003. Die Regie führte Rob Minkoff, das Drehbuch schrieb David Berenbaum. Die Hauptrolle spielte Eddie Murphy. Der Film startete am 22. Januar 2004 in den deutschen Kinos.

## Handlung
Der Vorspann zeigt die tragische Geschichte zweier noch unbekannten Personen in einer Rückblende ins 19. Jahrhundert. Diese endet mit dem Gifttod einer jungen Frau und einem Aristokraten, der sich erhängt. Ein Brief spielt hier eine wichtige Rolle. 
Schwenk in die Gegenwart. Jim und Sara Evers sind Immobilienmakler und Besitzer des Unternehmens Evers und Evers Immobilien. Mit viel persönlichen Einsatz arbeiten beide hart, um ihr Geschäft am Laufen zu halten; und schrecken auch vor kleinen Flunkereien nicht zurück, um Kunden eine Entscheidung abzuringen. Jim verspätet sich immer wieder, um keine Gelegenheit für ein Geschäft ungenutzt zu lassen, was auf Kosten der Familie geht. Als Jim wieder einmal zu spät nach Hause kommt, ringt ihm Sara das Versprechen ab, zumindest ein ungestörtes Wochenende gemeinsam mit der Familie zu verbringen. Als Jim dies den Kindern freudig mitteilen will, muss er seinen Sohn Michael bei seiner Angst vor Spinnen unterstützen, da dieser es nicht schafft, eine Spinne am Fenster zu erschlagen.
Wie geplant bricht die Familie am nächsten Morgen zum geplanten Wochenendausflug auf, als die Besitzer des in New Orleans gelegenen Hauses Gracey Manor sich an Sara Evers wenden und mitteilen, dass sie das Haus verkaufen wollen, aber nur sie alleine erscheinen soll. Sara und Jim entscheiden sich, eher unfreiwillig den Umweg zu machen und die Immobilie zu besichtigen.
Schon bei der Ankunft kommt es zum Phänomen, dass das mit einer Eisenkette versperrte Tor sich wie von Geisterhand von allein öffnet. Die Familie betritt das Anwesen und entdeckt hinter dem Haus einen riesigen Friedhof und betritt dann das Haus, welches sehr verstaubt und voller Spinnweben ist und verlassen scheint, bis sie auf den Butler Ramsley treffen. Dieser äußert bei der Ankunft der Familie Unzufriedenheit darüber, dass Sara nicht allein erschienen ist. Er führt die Familie zu dem Hausherren Edward Gracey zu einem gemeinsamen Dinner. Ein einsetzendes Unwetter überspült indessen die einzige Zufahrtsstraße, so dass die Familie das Anwesen nicht verlassen kann. Daher beziehen die Besucher Zimmer für die Nacht.
Auf der Suche nach seiner Frau schickt Ramsley Jim in die Bibliothek, wo er später einen Geheimgang entdeckt, in dem er eingeschlossen wird. Parallel dazu führt eine blaue Lichterscheinung die Kinder auf den Dachboden des Hauses. Dort finden sie ein Gemälde, auf dem eine Frau abgebildet wurde, die wie Sara aussieht. Die Hausangestellten Emma und Ezra entpuppen sich als Geister. Von ihnen erfahren sie, dass Edward Gracey der Geist des Mannes ist, der in die auf dem Gemälde abgebildete Elizabeth verliebt war und gegen den Willen seiner Eltern die nicht standesgemäße Hochzeit mit ihr plante.
Jim entdeckt den in einer Glaskugel lebenden Kopf von Madame Leota. Der Kopf führt ihn zu seinen Kindern. Madame Leota teilt ihm mit, dass er den Schlüssel zu einer Truhe finden muss, der in einem Mausoleum in einem Sarg aus schwarzen Stein zu finden ist. Als Jim und die Kinder mit einer Geisterkutsche vom Hauspersonal zum Friedhof gebracht werden, werden sie von jeder Menge Geister begleitet, sei es auf Pferden oder Hochrädern und auch auf der Kutsche aufgesessen. Dort angekommen sehen sie, dass der Friedhof von unzähligen Gespenstern bewohnt wird und werden von singenden Marmorbüsten empfangen. Sie finden das Mausoleum, Michael bleibt draußen, Jim und Megan betreten das Mausoleum und begeben sich hinunter in den Hauptraum, wo sie auch den erwähnten Sarg finden. Jim öffnet die Deckplatte und findet eine stark verweste Leiche, die den Schlüssel in Händen hält. Jim entreißt dieser den Schlüssel, und plötzlich werden sämtliche im Mausoleum bestatteten Gerippe zu Zombies und greifen Jim und Megan an. Jim verliert den Schlüssel, der in einen unterirdischen Teich fällt, doch Megan taucht diesen mutig wieder auf. Beide schaffen es mit Müh und Not zum Ausgang, der jedoch verschlossen ist. Dabei überwindet Michael sogar seine Spinnenangst und ist in der Lage, die Tür zum Mausoleum zu öffnen, obwohl hunderte Spinnen über die Mauern und Tür laufen.
In der Truhe auf dem Dachboden findet die Gruppe einen Brief von Elizabeth, in dem sie ihre Liebe zu Edward offenbart. Die Besucher erkennen, dass Elizabeth von Butler Ramsley aus Eifersucht und falschem Verständnis von Traditionalismus vergiftet wurde, nachdem er sowohl ihr als auch Sir Edward mittels gefälschten Briefen vorgaukelte, vom jeweils anderen verlassen worden zu sein. Das war auch der Grund, warum sich Edward erhängte. Plötzlich wird die Gruppe vom Geist des Butlers überrascht, der die Kinder in die Truhe sperrt und Jim aus dem Fenster wirft. Jim schafft es nicht mehr ins Haus hinein, sobald er eine Scheibe zerbricht, wird diese sofort wieder heil und es schließen sich alle Fenster- und Türläden. Als letzten Ausweg opfert Jim seinen heißgeliebten BMW und fährt gemeinsam mit Madam Leota durch die Glaswand des Wintergartens. 
Ramsley will Sara zwingen, den Geist des Hausbesitzers zu heiraten, indem er droht, dass er andernfalls ihre Kinder töten wird. Um die Ehe eines Toten mit einer Lebenden zu vollziehen, wird auch Sara ein giftiger Trank eingeflößt. Jim schafft es, die lebendig gewordenen Rüstungen im Korridor zu überwinden, befreit die Kinder und verhindert die Hochzeit, indem er Edward den wahren Brief von Sara zeigt und dieser lenkt sofort ein, da er nun begreift, dass die Braut nicht Elizabeth ist. 
Plötzlich erscheint aus dem Kamin ein Drache und zerrt Ramsley ins Fegefeuer, nachdem dieser Elizabeth, Edward und alle Anwesenden verflucht. Sara erliegt in der Zwischenzeit dem Gift. Nachdem sich der Höllenschlund geschlossen hat, öffnet sich der Himmel und ein Lichtstrahl erscheint, um die Seelen zu empfangen. Der Geist von Elizabeth vereinigt sich mit der toten Sara und erweckt diese wieder zum Leben. Elizabeth ist nun wieder in alle Ewigkeit mit Edward vereint und dieser verschenkt aus Dankbarkeit an Jim die Besitzurkunde des Hauses, bevor er gemeinsam mit Elizabeth in den Himmel auffährt. 
Die Geister des Hauspersonals begleiten das vereinte Brautpaar in den Himmel und in einer weiteren Szene sieht man, wie sämtliche Seelen vom Friedhof endlich befreit wurden und unzählige Lichtkugeln mit in den Himmel aufsteigen. 
Familie Evers macht sich, mit den singenden Büsten im Gepäck, wieder auf den Rückweg und fährt endlich in den geplanten Wochenendurlaub.

## Hintergründe
- Produktion: Der Film wurde von The Walt Disney Company produziert und vertrieben; seine Produktionskosten betrugen ca. 90 Millionen US-Dollar. Die Dreharbeiten fanden in Kalifornien und in New Orleans statt. Das Einspielergebnis in den Kinos der USA betrug 75,8 Millionen US-Dollar. Im Vereinigten Königreich wurden in den Kinos 8,1 Millionen Pfund Sterling eingespielt, in Italien 3,2 Millionen Euro, in Spanien 5,6 Millionen Euro. In Deutschland zählte man 873.202 Kinobesucher, in Spanien 1.166.899 Kinobesucher.
- Story: Der Film entstand wie zum Beispiel die Pirates-of-the-Caribbean-Saga nach einer Themenfahrt in Disneyland. Die Geschichte enthält viele Teile aus der Storyline des Haunted Mansion in Disneyland und der des sehr ähnlichen Phantom Manor im Disneyland Resort Paris.[3]
- Produktplatzierung: Im Film ist das Auto der Familie, ein BMW 7er (BMW E65) deutlich zu erkennen. In einer Szene tätschelt Jim ihn liebevoll und nennt ihn ein „Meisterwerk des Maschinenbaus“. Das Auto spielt eine entscheidende Rolle im Finale des Films.
- Requisite: Das rote Sofa, das in Graceys Arbeitszimmer steht, wurde bereits 1954 in der Jules-Verne-Verfilmung 20.000 Meilen unter dem Meer eingesetzt, die ebenfalls von den Disney-Studios produziert wurde.

## Synchronisation
Die deutschsprachige Synchronisation entstand bei der FFS Film- & Fernseh-Synchron in München nach einem Dialogbuch von Axel Malzacher, der auch die Dialogregie übernahm.
| Rolle                | Darsteller          | Deutscher Sprecher    |
| -------------------- | ------------------- | --------------------- |
| Jim Evers            | Eddie Murphy        | Randolf Kronberg      |
| Master Edward Gracey | Nathaniel Parker    | Martin Umbach         |
| Ramsley              | Terence Stamp       | Peter Fricke          |
| Sara Evers           | Marsha Thomason     | Petra Einhoff         |
| Madame Leota         | Jennifer Tilly      | Janina Richter        |
| Ezra                 | Wallace Shawn       | Horst Sachtleben      |
| Emma                 | Dina Spybey         | Claudia Lössl         |
| Michael              | Marc John Jefferies | Johannes Bachmann     |
| Megan                | Aree Davis          | Malika Bayerwaltes    |
| Mr. Coleman          | Jim Doughan         | Ulrich Frank          |
| Mrs. Coleman         | Rachael Harris      | Dagmar Heller         |
| Herr Silverman       | Steve Hytner        | Walter von Hauff      |
| Frau Silverman       | Heather Juergensen  | Alexander Sawadowskij |

## Ausstrahlung in Deutschland
In Deutschland lief die Free-TV-Premiere am 29. Oktober 2006 auf ProSieben. Diese verfolgten in der werberelevanten Zielgruppe 3,89 Millionen bei 25,4 Prozent Marktanteil.

## Rezeption

### Auszeichnungen
- Aree Davis gewann im Jahr 2004 den Young Artist Award
- Marc John Jefferies wurde für den Young Artist Award nominiert
- Eddie Murphy wurde 2004 für den Kids’ Choice Award nominiert
- Dave Stephens wurde 2004 für die Spezialeffekte für den Annie Award nominiert
- Die Makeup-Experten wurden 2004 für den Saturn Award nominiert

### Kritiken
Kevin Thomas schrieb in der Los Angeles Times vom 26. November 2003, der Film sei eher „unheimlich“ als „furchterregend“ und biete Spaß für die ganze Familie. Er erinnere an die Komödien mit Bob Hope aus den 1930er und 1940er Jahren. Thomas lobte die Darstellungen – vor allem jene von Eddie Murphy –, die „klugen Dialoge“, die Regie, die Spezialeffekte und das Produktionsdesign.
Kritik der FILMSTARTS.de-Redaktion: „An Ideenarmut kaum zu überbieten, versuchte Disney, das vermeintliche Erfolgskonzept sofort erneut einzusetzen. Mit fatalen Folgen: Ron Minkoffs Verfilmung der Disney-Attraktion „The Haunted Mansion“ ist so gruselig wie eine Fahrt mit der Geisterbahn auf dem Ratzeburger Rummelplatz. „Die Geistervilla“ ist völlig uninspiriert, die Handlung so belanglos wie der ganze Film und zudem tricktechnisch nicht auf dem neuesten Stand.“
Das Lexikon des internationalen Films urteilte: „Unterhaltsames Industrieprodukt, das Elemente von Komödie, Horrorfilm, Liebesgeschichte und Familiendrama zu einem synthetischen Genre-Mix für die ganze Familie mit außergewöhnlich hohem Unterhaltungswert formt.“